# FC Cuntum
Der Futebol Clube Cavalos Brancos de Cuntum (portugiesisch für: „Fußballverein Weiße Pferde von Cuntum“), kurz Futebol Clube de Cuntum bzw. nur FC Cuntum, ist ein Fußballverein aus der guinea-bissauischen Hauptstadt Bissau.
Der Verein empfängt seine Gäste im 12.000 Zuschauer fassenden Estádio Lino Correia.

## Geschichte
Der Verein wurde am 27. Dezember 1997 in Cuntum Madina gegründet, einem Vorort der Hauptstadt Bissau.
2010 gelang dem FC Cuntum der Aufstieg in die erste Liga, dem Campeonato Nacional da Guiné-Bissau. Seither etablierte sich der Klub, und auch wenn er bislang noch keine Meisterschaft und keinen Landespokal gewinnen konnte (Stand 2023), so gelang ihm 2018 gegen Double-Gewinner Sport Bissau e Benfica doch der Gewinn des guinea-bissauischen Supercups.

## Erfolge
- Guinea-bissauischer Supercup:
  - 2018